# 肉龍屬
肉龍屬（學名：Sarcosaurus）意為「肌肉蜥蜴」，是種原始的獸腳亞目恐龍，屬於腔骨龍超科或原始角鼻龍下目，身長約3.5公尺。肉龍生存於早侏儸紀的錫內穆階，約1億9600萬年前。目前發現的肉龍化石包括一個部份骨骸，發現於英格蘭的下里阿斯地層。模式種是伍氏肉龍（S. woodi），是由Andrews在1921年所敘述。在1932年，弗雷德里克·馮·休尼（Friedrich von Huene）命名了第二個種，S. andrewsi。在1974年，被改歸類於斑龍的一個種。但根據近年的研究，這兩個種除了體型上的差距以外，其時是同種動物。

## 外部連結
- Sarcosaurus in the Dino Directory
- 恐龙.NET——中国古生物门户网站。